# Acosmeryx anceus
Acosmeryx anceus is een vlinder uit de familie van de pijlstaarten (Sphingidae). De wetenschappelijke naam van de soort werd in 1781 gepubliceerd door Caspar Stoll.

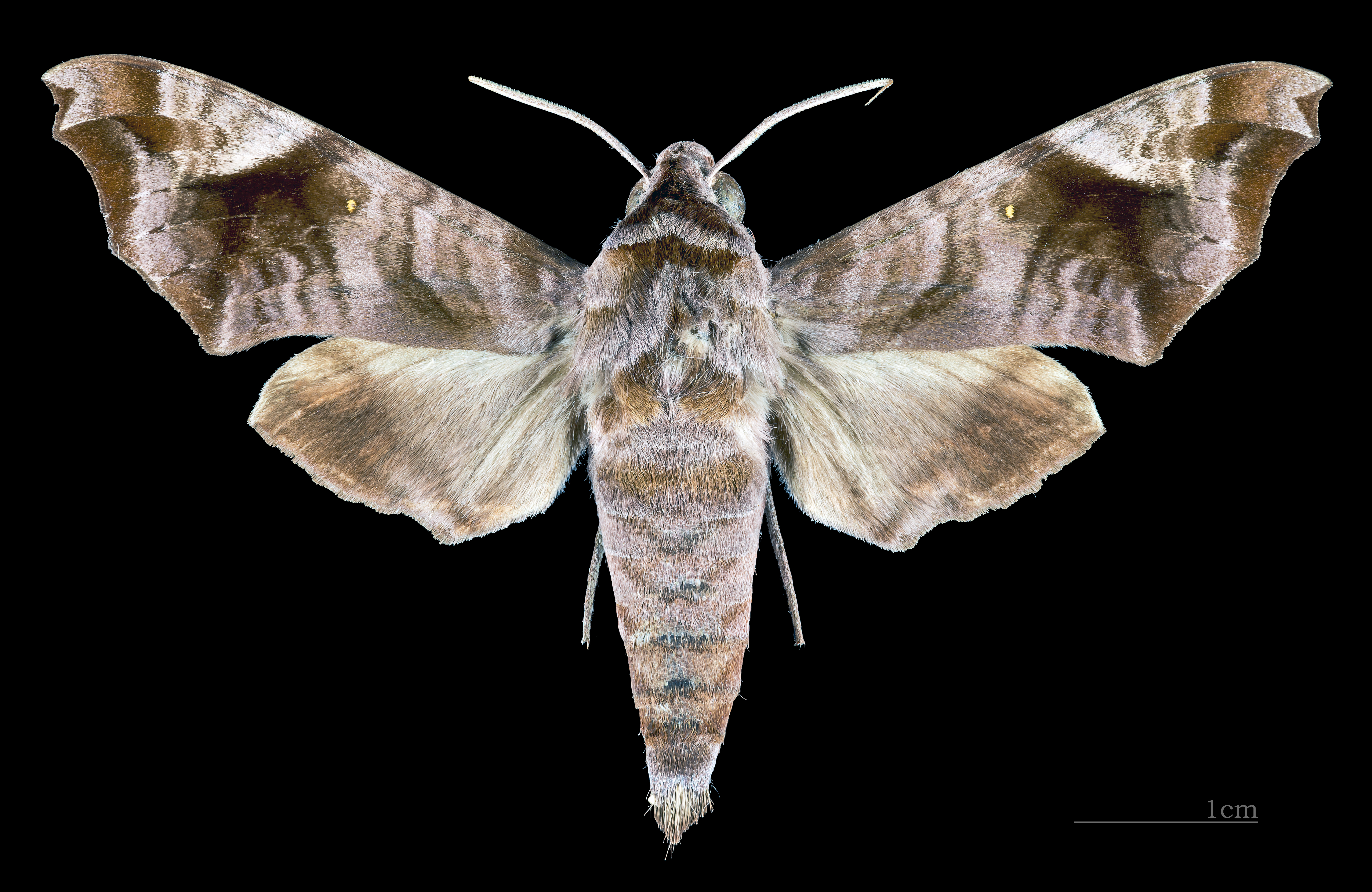
♂
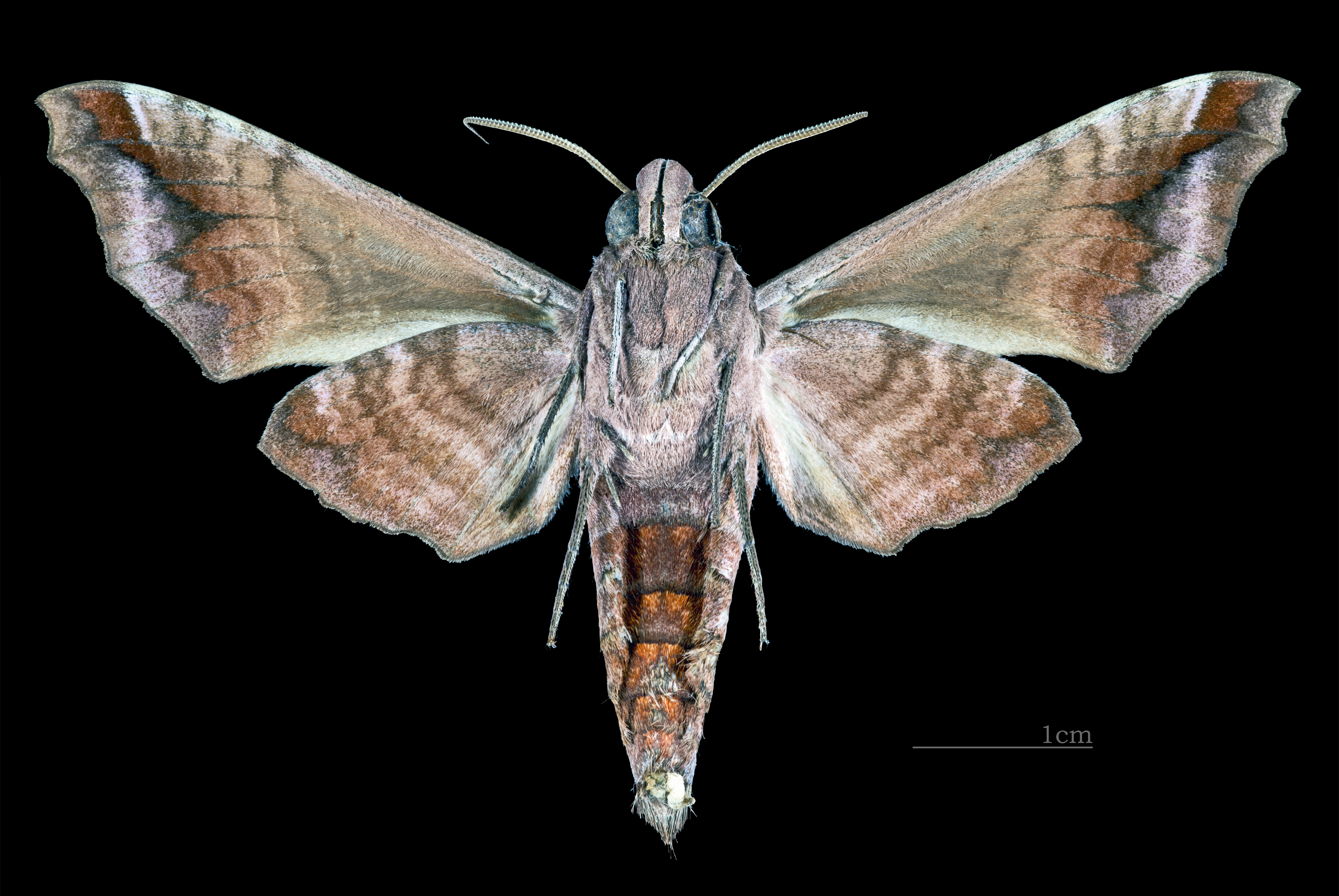
♂ △